# Akeboshi
Akeboshi (明星) es un cantante popular Japonés masculino. Es mayormente conocido por la canción Wind.
Akeboshi nació en Yokohama en 1978. Aprendió a tocar el piano cuando tan sólo tenía tres años y posteriormente aprendió a tocar la guitarra. Akeboshi estudió música en Liverpool. Su tiempo en Inglaterra ha influenciado significativamente su música. Antes de su mayor debut, produjo para la cantante Matsu Takako, varias canciones para su cuarto álbum A piece of life (Un trozo de Vida).
Las canciones de Akeboshi son, en su mayoría, cantadas en japonés, pero existen algunas excepciones, tales como 'Night and day', 'Money' y 'Wind'. Otro aspecto relevante acerca de Akeboshi es que en su música rara vez usa el compás de 4/4. 'Wind' y 'Kamisama no Shitauchi' por ejemplo, están escritas en el compás de 5/8.

## Álbumes

### Akeboshi
El primer álbum Akeboshi fue lanzado el 22 de junio de 2005, por Sony Music Japón.
1. Wind
2. Night and day
3. Hey there
4. No wish
5. 秋風のうた (Akikaze no Uta)
6. 廃墟のソファ (Haikyou no sofa)
7. A nine days' wonder
8. White reply
9. Faerie punks
10. Morning high
11. Tall boy
12. The audience
13. 神様の舌打ち (Kamisama no Shitauchi)

La mayoría de estos track son tomados de los miniálbumes.

### Meet Along the Way
El segundo álbum "Meet Along the Way" fue lanzado el 7 de noviembre de 2007 por Epic Records en Japón. Simultáneamente lanzó una edición limitada que contenía un CD con las canciones "Rusty Lance", "Yellow Moon" y "Along The Line"
1. "Sky In The Pond"
2. "The Cliff"
3. "Yellow Bird"
4. "Broken bridge"
5. "Seeds"
6. "shadow of the wind"
7. "Green eyes"
8. "Village Stone"
9. "Mercury is rising"
10. "Diamond Dust"
11. "coille gan crann"
12. "Close my door"
13. "Fukurou" (フクロウ búho?)

### Roundabout
El Tercer álbum llamado "Roundabout" fue lanzado el 11 de junio de 2008 por Epic Records en Japón. Llamado un "Álbum de selección completa" no contiene nuevas canciones, pero presenta versiones en vivo no lanzadas anteriormente de varios de sus mejores hits. Simultáneamente lanzó una edición limitada que contenía un DVD con una colección de sus videos musicales, como también un documental del tiempo que pasó en Inglaterra grabando "Meet Along the Way".
1. "Leaf on Leaf"
2. "Sky in the pond"
3. "One step behind the door"
4. "Along the Line"
5. "Peruna"
6. "Yellow Moon"
7. "Rusty lance"
8. "Sounds"
9. "Hey There" (en vivo)
10. "Seeds" (en vivo)
11. "Wind" (en vivo)
12. "A Nine Days' Wonder" (en vivo)

## Miniálbumes
Akeboshi ha lanzado cuatro miniálbumes y un sencillo hasta ahora. Su última producción hasta la fecha es el sencillo Rusty Lance. El miniálbum Yellow Moon fue lanzado el 19 de abril de 2006.

### Stoned town
Stoned town fue lanzada el 8 de marzo de 2002.
1. Wind
2. 秋風のうた (Akikaze no uta)
3. No wish
4. 廃墟のソファ (Haikyo no sofa) (Ruinas de un Sofá)

### White reply
White reply fue lanzada el 18 de junio de 2003. Una versión limitada fue puesta en el mercado el 13 de mayo de 2003. Ésta contenía una canción adicional, llamada 'Not real'.
1. Tall boy
2. Morning high
3. White reply
4. Money

### Faerie punks
Faerie punks fue lanzada el 10 de marzo de 2004.
1. Hey there
2. Night and day
3. 神様の舌打ち (Kamisama no Shitauchi)
4. Faerie punks

### Yellow moon
Yellow moon fue lanzada el 19 de abril de 2006.
Esta canción fue la 2.ª utilizada como Ending para la serie de anime Naruto (correspondiendo al ending número trece).
1. Yellow moon (editada)
2. Peruna
3. One step behind the door
4. 花火 (Hanabi) (Fuegos Artificiales)
5. Yellow moon
6. Deep end

### Colorful Drops
El lanzamiento de Colorful Drops fue el 22 de agosto de 2007. "Along the Line" es el tema principal de la película White México.
1. "Along the Line"
2. "Leaf on leaf"
3. "Fukurou" (フクロウ)(Búho)
4. "Quiet Garden"

## Rusty lance (Single)
Rusty lance fue lanzada el 19 de octubre de 2005.
1. Rusty lance
2. Sounds
3. Writing over the sign

## Matsu Takako - Toki no Fune
El sencillo Toki no Fune de Matsu Takako, fue lanzado en septiembre de 2004, el cual contaba con dos canciones compuestas por Akeboshi. El título del track es otra versión de A nine days' wonder (Una maravilla de nueve días). La letra de la canción es distinta y respecto a la melodía, pequeñas modificaciones se le han hecho. La canción fue usada en la novela RUNAWAY, la cual es un remake de la película The Fugitive (El Fugitivo). El sencillo también contiene un cover de White Reply.